# Deepfield

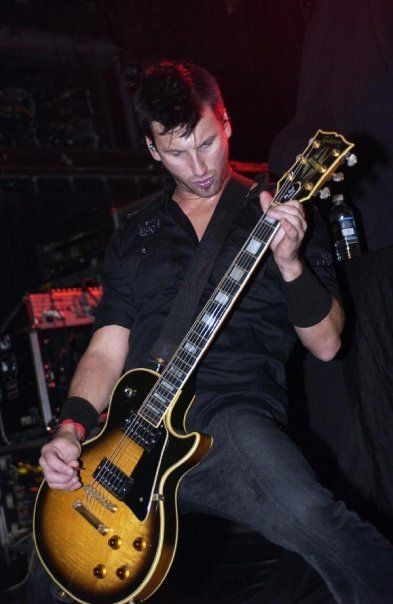
Baxter Teal III

Deepfield (oft auch: deepfield) ist eine US-amerikanische Alternative-Rock-Band aus Charleston, South Carolina, mit Baxter Teal III, Aron Robinson, Ken Becker und PJ Farley als Bandmitglieder. In den USA haben sie bisher zwei Alben und eine EP veröffentlicht. Ihr Musikstil wird als Alternative Rock und Post-Grunge eingestuft.
Die Band ist derzeit in Chicago, Illinois zu Hause.

## Geschichte

### Gründung
Deepfield wurde in Charleston im Jahr 2005 von Baxter Teal, Eric Bass (jetzt Bassist bei Shinedown), Russell Lee (Schlagzeug) und J. King (ursprünglich am Bass, nach dem Weggang von Eric Bass an der Gitarre) gegründet. Der Name der Gruppe stammt vom Hubble Deep Field, einem Teil des Weltraums, der im Dezember 1995 mit dem Hubble-Weltraumteleskop mit maximaler damals technisch möglicher Auflösung aufgenommen wurde. Nach der Aufnahme eines Demobandes mit drei Songs fand sich die Gruppe überraschend auf einem Gig in New York wieder, wo sie umgehend vom Radio Promoter Bill McGathy für sein neues Label In de Goot Recordings unter Vertrag genommen wurde.
Nach Vertragsunterzeichnung bei In de Goot Recordings (Fontana/Universal) im Jahr 2006 zog sich die Band ein Jahr zurück, um Songs zu schreiben und anschließend mit den Produzenten Paul Ebersold und Skidd Mills (3 Doors Down, Saliva, Third Day, Skillet, Saving Abel) insgesamt siebzig Demobänder aufzunehmen, aus denen schließlich zwölf Songs für ihr Debütalbum Archetypes and Repetition (2007) hervorgingen.
Aron Robinson ergänzte Deepfield als weiteres Bandmitglied auf der „Cage Rattle Most Wanted Tour“ im Jahr 2008; PJ Farley, gleichzeitig Bassist der Rock-Band Ra (Universal) vervollständigte die Band 2009, und Sean von Tersch im Jahr 2010.

### Archetypes and Repetition
Die Band veröffentlichte ihr Album Archetypes and Repetition im Jahr 2007, und ging auf eine ausgedehnte US-Konzerttour von 2007 bis 2009, nach Veröffentlichung der Singles-Auskoppelungen Get It und Into the Flood. Beide Single-Titel sind immer noch auf den Satelliten-Radioanbietern XM Satellite Radio und Sirius Satellite Radio zu hören, Get It außerdem oft als Eingangsmusik für die Howard Stern Show.
Der Album-Titel Don't Let Go (Love), eine Cover-Version des gleichnamigen Titels der R&B-Band En Vogue, ist zwar nie als Singles-Titel veröffentlicht worden, wurde jedoch ebenfalls im Radio gespielt.
Die Konzerttournee zur Unterstützung des Albums Archetypes and Repetition unternahm Deepfield zusammen mit den Gruppen Shinedown, Puddle of Mudd, Saliva Chevelle, Saving Abel, Drowning Pool, Tantric, Nonpoint und The Exies.

### Nothing Can Save Us Now
Nothing Can Save Us Now ist der Titel des zweiten Albums von Deepfield, veröffentlicht am 6. Dezember 2011 bei Skiddco Music. Die bisher einzige Single-Auskoppelung des neuen Albums ist Nothing Left to Lose.

## Mitglieder
Aktuell
- Baxter Teal – Gesang, Rhythmusgitarre
- Aron Robinson – Schlagzeug, Percussion
- Ken Becker – Leadgitarre, Backing Vocal
- PJ Farley – Bass, Backing Vocal

Früher
- Eric Bass – Gitarre
- Russell Lee – Schlagzeug

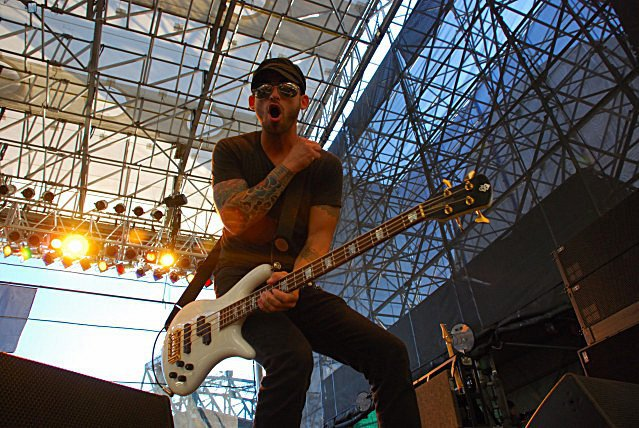
PJ Farley live im Jahr 2009

- J. King – Bass, später Leadgitarre
- Dawson Huss
- Sean Von Tersch
- Brandon Spytma
- Daniel Garvin
- Jason Chapman

## Diskografie
- 2007: Archetypes and Repetition (In de Goot / Fontana / Universal)
- 2011: Nothing Can Save Us Now (Skiddco MUSIC LLC)
- 2019: The Acoustic Sessions (Skiddco Music LLC)

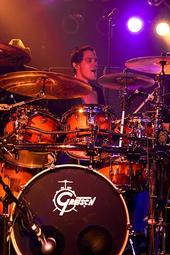
Aron Robinson